# Perőcsény
Perőcsény è un comune dell'Ungheria di 401 abitanti (dati 2001) situato nella contea di Pest, nell'Ungheria settentrionale.